# Chan Yui-lam
Pour les articles homonymes, voir Chan.
Dans ce nom chinois, le nom de famille, Chan, précède le nom personnel.
Chan Yui-lam, née le 17 octobre 2003 à Hong Kong, est une nageuse handisport hongkongaise concourant en S14 pour les athlètes ayant un handicap mental. Elle est vice-championne paralympique du 100 m papillon S14 en 2024.

## Carrière
Aux Championnats du monde 2019, elle bat le record d'Asie du 100 m papillon S14 pour monter sur la troisième marche du podium. Aux Jeux para-asiatiques, Chan Yui-lam est médaillée d'or du 100 m papillon S14 en battant le record des Jeux en 1 min 4 s 73 après avoir dominé le 100 m dos S14 en 1 min 9 s 15. Elle est également médaillée d'argent du 100 m brasse SB14.
Lors du premier jour des Jeux paralympiques d'été de 2024, Chan remporte la première médaille de Hogn Kong de ces Jeux en terminant 2e du 100 m papillon S14 en 1 min 3 s 70. Elle avait terminé 4e de la même course lors des Jeux paralympiques d'été de 2020 alors qu'elle avait battue le record du monde lors des qualifications.

## Palmarès

### Jeux paralympiques
- Jeux paralympiques d'été de 2024 à Paris :
  -  100 m papillon S14

### Championnats du monde
- Championnats du monde 2019 à Londres :
  -  100 m papillon S14
- Championnats du monde 2023 à Manchester :
  -  100 m papillon S14

### Jeux para-asiatiques
- Jeux para-asiatiques de 2022 à Hangzhou :
  -  100 m papillon S14
  -  100 m dos S14
  -  100 m brasse SB14
  -  200 m 4 nages SM14
  -  4 x 100 m nage libre mixte S14